# شاپور (پسر نرسه)
شاپور یا شاپور نرسگان (پارسی میانه: Šābuhr ī Narsehgān) یکی از نجیب‌زادگان ساسانی در سده سوم میلادی در زمان حکومت شاپور یکم بود.

## زندگی

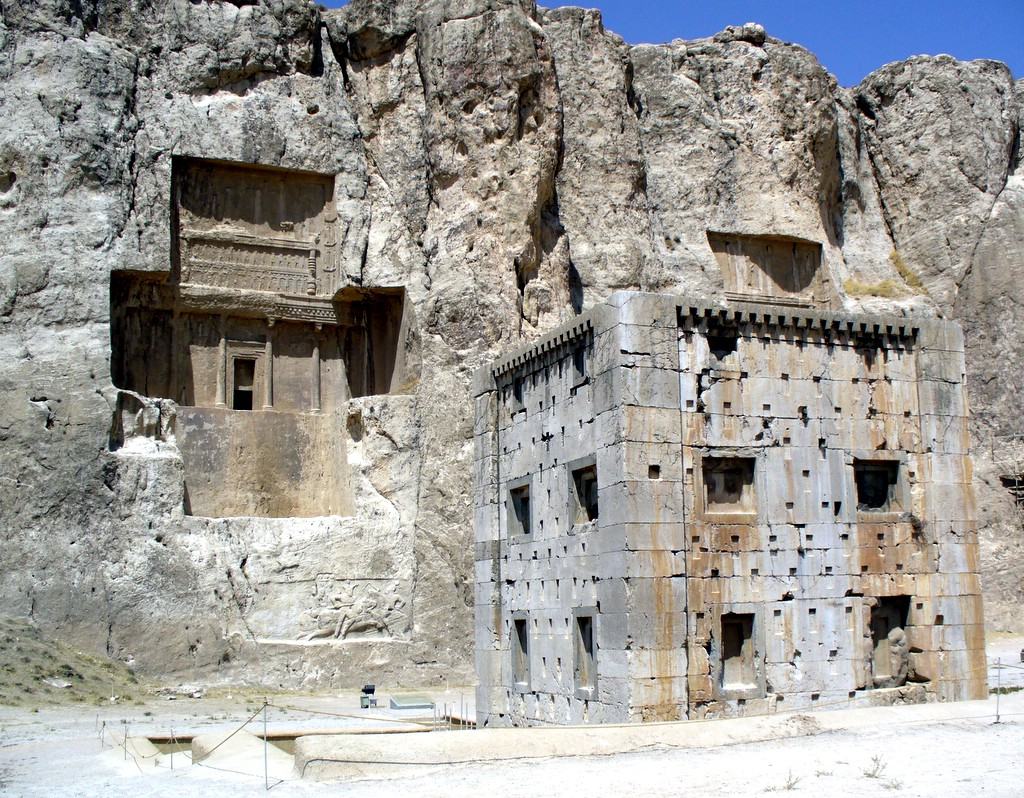
کعبه زرتشت، جایی که سنگ‌نوشته شاپور یکم حک شده‌است

از او در سنگ‌نوشته شاپور یکم بر کعبه زرتشت به عنوان پسر فردی به نام نرسه یاد شده‌است. او در این سنگ‌نوشته در میان ۶۷ نجیب‌زاده در رتبهٔ چهل‌وچهارم قرار دارد. اطلاعات دیگری از زندگی او در دست نیست.